# Jag och Sverige
Jag och Sverige är en pop-låt och en singel av den svenske artisten Olle Ljungström. Låten fanns med på Ljungströms femte soloalbum, En apa som liknar dig (2000).

## Låtlista
Text: Olle Ljungström. Musik: Heinz Liljedahl.
1. "Jag och Sverige" (3:20)